# Coloni Motorsport
A Coloni Motorsport, também conhecida como Scuderia Coloni, é uma equipe italiana de automobilismo. Formada por Enzo Coloni em 1982, a equipa participou na Fórmula 3 entre 1983 e 1986, antes de correr na Fórmula 1 como Enzo Coloni Racing Car Systems entre 1987 e 1991. A equipa fez 82 qualificações, mas dessas 82 apenas em 14 ficou qualificada para a corrida. Desde então, sob a gerência do filho de Enzo Coloni, Paolo, a equipa alcançou sucesso na Fórmula 3, Formula 3000 e GP2 Series. Entre 2006 e 2009 a equipa correu com o nome Fisichella Motor Sport, com apoio do piloto de Fórmula 1 Giancarlo Fisichella.

## Fórmula 3
Antes do período na Fórmula 1, a Coloni correu nos campeonatos Italiano e Europeu de Fórmula 3. Paolo Coloni pilotou para a equipa no campeonato Italiano entre 1991 e 1993, bem como acabou em 2º no Masters of Formula 3 em 1993. Apesar de Paolo Coloni deixar o campeonato italiano para pilotar noutro sítio, a equipa continuou na Fórmula 3 Italiana até ao fim de 1996, quando Esteban Tuero e Dino Morelli pilotaram para a equipa.

## Fórmula 3000
A Coloni Motorsport mudou-se para a International Fórmula 3000  em 1997. Fizeram um ano de descoberta em 2002, quando Giorgio Pantano e Enrico Toccacelo correram para a equipa. Giorgio Pantano acabou o ano como vice-campeão, em Enrico Toccacelo foi o nono, vencendo 3 corridas. Ricardo Sperafico e Zsolt Baumgartner pilotaram para a Coloni em 2003, com Ricardo Sperafico a acabar o campeonato como vice-campeão e Zsolt Baumgartner a fazer a sua estreia na Fórmula 1 com a Jordan Grand Prix na sua corrida "caseira" - o Grande Prêmio da Hungria de 2003.

## GP2 Series
A equipa continuou a correr no campeonato de promoção à Fórmula 1 - que foi renomeado para GP2 Series em 2005. Mathias Lauda e Gianmaria Bruni, que correram na Fórmula 1 na Minardi em 2004, começaram a temporada, apesar de Toni Vilander e Ferdinando Monfardini correrem no carro de Gianmaria Bruni após a saída deste da equipa, a três rondas do fim da temporada.

### Fisichella Motor Sport International
No fim de 2005, o piloto de Fórmula 1 Giancarlo Fisichella juntou forças com a Coloni. A Fisichella Motor Sport teve uma equipa, operada pela Coloni, correndo na temporada de 2005 da Fórmula 3000 Italiana. A equipa venceu o campeonato com Luca Filippi, que foi para as GP2 Series, com a FMSI, em 2006. A ele juntou-se o turco Jason Tahincioglu, que levou o patrocínio da Petrol Ofisi. Luca Filippi deixou a equipa após três rondas e foi substituído pelo antigo piloto da Coloni Giorgio Pantano, que venceu três corridas mais à frente na temporada.
O antigo piloto de Fórmula 1 Antônio Pizzonia juntou-se a Jason Tahincioglu na equipa para 2007, apesar de ser preterido em favor de Adam Carroll após três rondas. Adam Carroll venceu, mais tarde na temporada, duas corridas.

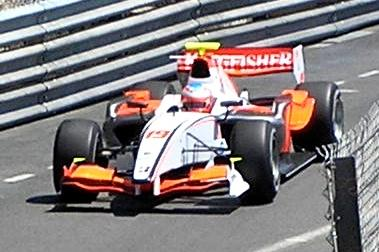
Adam Carroll a pilotar para a FMSI no Mónaco em 2008.

Em 2008 a equipa correu com as cores da equipa de Giancarlo Fisichella na Fórmula 1, a Force India. Roldán Rodríguez esteve ao volante de um dos carros durante toda a temporada, enquanto que o outro carro foi conduzido por Adrián Vallés, Adaam Carroll e Marko Asmer. Andy Soucek tinha inicialmente assinado com a equipa para correr, mas foi substituído por Roldán Rodríguez pouco depois do começo da temporada. Andy Soucek lançou desde logo um caso legal contra a FMSI, que ainda está em curso.

### O retorna da Coloni
Andreas Zuber e Luiz Razia juntaram-se à equipa para 2009. Depois da sexta ronda da temporada, a Coloni tomou novamente o controlo total da equipa, depois de comprar a Fisichella Motor Sport International. Também ficou com um novo acordo de patrocínio, com a PartyPokerRacing.com. O acordo também se aplica à equipa da Fórmula BMW Europa.
Na ronda seguinte do campeonato, os carros da Coloni foram apreendidos na sequência de um embargo obtido por Andy Soucek  na sua disputa judicial com a equipa enquanto FMSI. A equipa falhou a sessão de qualificação e assim a equipa foi excluída das corridas do fim-de-semana.

### Saída da GP2
Na rodada de Silverstone da temporada de GP2 Series de 2012, os organizadores do campeonato e da Scuderia Coloni anunciaram que a equipe iria deixar a categoria no final da temporada de 2012, e que a equipe iria perder todos os seus pontos que tinham recebido até à data e iria receber para o resto da temporada. Nenhuma explicação adicional foi dada para sua retirada abrupta.

## Resultados

### Superleague Fórmula
| Ano  | Carro        | Equipas   | Corridas | Vitórias | Poles | Voltas mais rápidas | Pontos | T.C. |
| ---- | ------------ | --------- | -------- | -------- | ----- | ------------------- | ------ | ---- |
| 2008 | Panoz-Menard | A.S. Roma | 12       | 0        | 1     | 0                   | 307    | 5º   |